# Wahl des Legislativ-Yuans der Republik China (Taiwan) 2001
Am 1. Dezember 2001 fand die Wahl des Legislativ-Yuans der Republik China 2001 statt. Es handelte sich um die vierte Wahl seit Einführung der Direktwahl des Legislativ-Yuans, der gesetzgebenden Versammlung in der Republik China auf Taiwan. Außerdem handelte es sich um die erste Wahl seitdem im Vorjahr der Kandidat der Demokratischen Fortschrittspartei (DPP) Chen Shui-bian überraschenderweise die Präsidentenwahl gewonnen hatte. Im Endergebnis legte die DPP zwar deutlich zu, jedoch behielten weiterhin die Parteien des sogenannten „pan-blauen Lagers“ im Legislativ-Yuan die Mehrheit.

## Vorgeschichte
Bei der Präsidentenwahl im Vorjahr hatte sich die bislang politisch in Taiwan dominierende Kuomintang (KMT) nicht auf einen gemeinsamen Kandidaten einigen können. Der ehrgeizige und populäre ehemalige Gouverneur der Provinz Taiwan James Soong war bei der Kandidatenauswahl übergangen worden und stattdessen wurde der eher farblose Lien Chan zum KMT-Kandidaten bestimmt. Soong betrieb danach eine eigene Kandidatur und wurde wegen parteischädigenden Verhaltens mit seinen Anhängern aus der Kuomintang ausgeschlossen. Die Wählerstimmen aus dem Kuomintang-Lager verteilten sich somit auf zwei Kandidaten, Soong und Lien. Von diesem Streit profitierte der dritte Kandidat, Chen Shui-bian (DPP), der die Wahl mit relativer Mehrheit von nur 39,3 % der Stimmen gewinnen konnte. Damit gelangte erstmals ein Kandidat ins höchste Staatsamt, dessen Partei prinzipiell die vollständige Unabhängigkeit Taiwans unter Aufgabe des Ziels einer Wiedervereinigung mit Festlandchina anstrebte.
Nach der Wahl gründete der unterlegene James Soong zur Durchsetzung seiner politischen Ziele eine neue Partei, die Qinmindang, die programmatisch sehr der Kuomintang ähnelte. Empörte Kuomintang-Anhänger forderten nach der verlorenen Wahl den Rücktritt des Parteivorsitzenden Lee Teng-hui, dem sie vorwarfen bewusst die Spaltung der KMT betrieben zu haben, indem er Soong die Kandidatur verweigert hatte. Als Motiv wurde Lee unterstellt, dass er damit den Wahlsieg des DPP-Kandidaten insgeheim habe begünstigen wollen. Lee wurde aus dem Amt gedrängt und im Dezember 2000 sogar aus der KMT ausgeschlossen. Seine Kritiker sahen sich in ihren Mutmaßungen bestätigt, als er danach zum geistigen Mentor einer neuen Partei avancierte, der Taiwanischen Solidaritätsunion (TSU), die programmatisch eine radikale Unabhängigkeitspolitik für Taiwan vertrat und somit im „pan-grünen Lager“ mit der DPP angesiedelt war.
Hauptthema des Wahlkampfs war die Wirtschaft. Im Jahr 2001 geriet Taiwan in eine Rezession. In den ersten 8 Monaten des Jahres 2001 nahm der taiwanische Export verglichen mit dem Vorjahr um 16,7 % ab, Bruttosozialprodukt und Pro-Kopf-Einkommen sanken und die Arbeitslosigkeit stieg auf 4,51 %, den höchsten Wert der letzten 20 Jahre. Wirtschaftsexperten sahen die Gründe hierfür vor allem in Entwicklungen in der Weltwirtschaft. Die KMT, Qinmindang und Xindang schrieben die negative wirtschaftliche Entwicklung der vermeintlichen wirtschaftspolitischen Inkompetenz der Regierung Chen Shui-biens zu. Die DPP argumentierte, dass Taiwan in internationalen Rankings seine Position in Bezug auf Wettbewerbsfähigkeit verbessert habe und trotz globaler Wirtschaftskrise besser dastünde als die meisten anderen Staaten. Ein weiteres Wahlkampfthema war das Dauerthema der taiwanischen Identität. Während die „pan-grünen Parteien“ die Eigenständigkeit Taiwans betonten, legten die „pan-blauen Parteien“ den Akzent auf die Verbundenheit mit der chinesischen Kultur des Festlandes. Die Volksrepublik China mischte sich im Gegensatz zur Präsidentenwahl im Vorjahr kaum in den Wahlkampf ein und berichtete in den staatlichen Medien auch kaum über die Wahl.

Politische Akteure
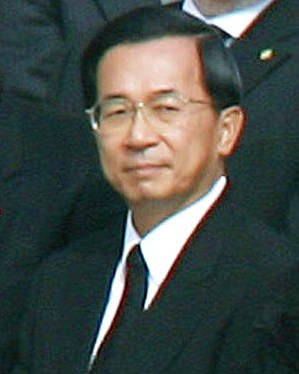
Chen Shui-bian amtierender Präsident (DPP)
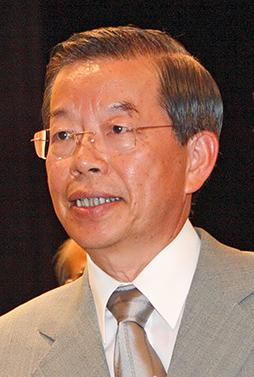
Frank Hsieh DPP-Vorsitzender
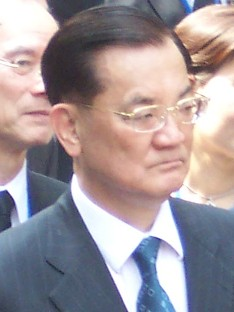
Lien Chan KMT-Parteivorsitzender
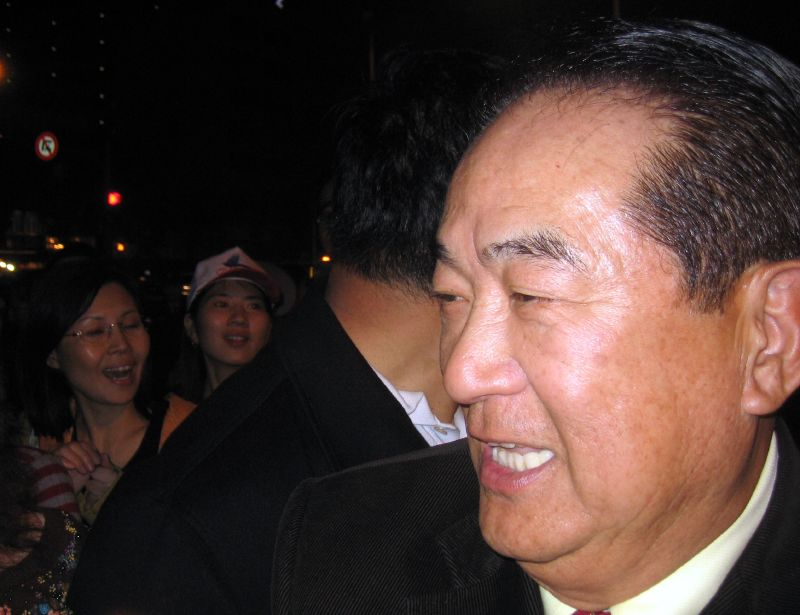
James Soong Vorsitzender der Qinmindang
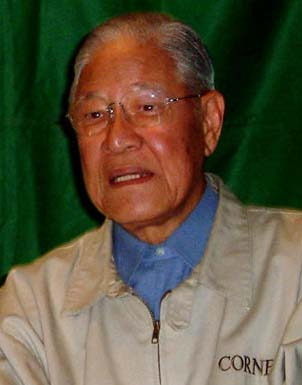
Lee Teng-hui ehemaliger KMT-Vorsitzender und Mentor der TSU

Alle Parteien nahmen die anstehende Wahl sehr ernst. Die Kuomintang sah die Wahl als eine Möglichkeit, nach der verlorenen Präsidentschaftswahl im Vorjahr die politische Initiative zurückzugewinnen und die Präsidentschaft Chen Shui-biens weiter zu schwächen. Die Qinmindang strebte danach, den relativen Erfolg des Vorjahres zu wiederholen und stärkste Partei vor der Kuomintang im konservativen Lager zu werden. Die DPP erstrebte die Stärkung ihrer parlamentarischen Basis, um die Blockadepolitik der Opposition gegen Präsident Chen zu durchbrechen. TSU und Xindang hofften auf eine möglichst große Unterstützung für ihre politische Agenda.

## Wahlmodus und Kandidaten
Der Wahlmodus entsprach einer Mischung aus Verhältniswahl und personalisierter Wahl (nicht übertragbare Einzelstimmgebung). Jeder Wähler hatte eine Stimme. Mit dieser wählte er einen Abgeordneten im jeweiligen Wahlkreis und entschied zugleich indirekt über die Verteilung der Parteilistenmandate. Von den 225 Abgeordneten wurden 176 in Wahlkreisen gewählt. Das Land war in 29 Wahlkreise aufgeteilt, wovon 25 Mehrpersonenwahlkreise waren, in denen durchschnittlich 7 Abgeordnete gewählt wurden. In den restlichen vier Wahlkreisen (drei Inseln bzw. Inselgruppen und der dünn besiedelte Landkreis Taitung) wurde jeweils ein Abgeordneter gewählt. Unter den 176 Wahlkreismandaten befanden sich 8, die für die Ureinwohner Taiwans reserviert waren (jeweils 4 für die Ureinwohner des Hochlands und des Tieflands). 41 Abgeordnete wurden über landesweite Parteilisten besetzt und 8 weitere Abgeordnetensitze waren für wahlberechtigte Auslandstaiwaner reserviert. Für die Parteilistenstimmen und die Stimmen der Auslandstaiwaner galt eine 5-Prozent-Sperrklausel.
Um die 225 Parlamentssitze bewarben sich insgesamt 584 Kandidaten, davon 434 in den Wahlkreisen, 21 für die Abgeordneten der Ureinwohner, 108 für die über die Landesliste gewählten Abgeordneten und 21 für die Abgeordneten der Übersee-Taiwaner.

## Ergebnisse

### Gesamtergebnis
Wahlberechtigt waren 15.550.197 Personen, von denen sich 10.311.453 (66,31 %) an der Wahl beteiligten. 10.174.005 Stimmen waren gültig und 137.448 (1,33 %) ungültig. Von den 130.629 wahlberechtigten Ureinwohnern des Tieflands beteiligten sich 53,6 % und von den 141.757 des Hochlands 61,8 %.
| Partei | Partei                                                                              | Stimmen    | Stimmen | Mandate | Mandate   | Mandate    | Mandate      | Sitze gesamt | Sitze gesamt | Sitze gesamt |
| Partei | Partei                                                                              | Zahl       | in %    | Listen- | Auslands- | Wahlkreis- | Ureinwohner- | Zahl         | %            | +/-          |
| ------ | ----------------------------------------------------------------------------------- | ---------- | ------- | ------- | --------- | ---------- | ------------ | ------------ | ------------ | ------------ |
|        | Kuomintang (中國國民黨)                                                             | 2.949.371  | 28,56   | 13      | 2         | 49         | 4            | 68           | 35,1         | −55          |
|        | Qinmindang (親民黨, englisch People First Party, PFP)                               | 1.917.836  | 18,57   | 9       | 2         | 33         | 2            | 46           | 15,1         | −12          |
|        | Xindang (新黨, englisch New Party, CNP)                                             | 269.620    | 2,61    | 0       | 0         | 1          | 0            | 1            | 0,4          | −10          |
|        | Pan-blaue Koalition (泛藍陣營)                                                      | 2.190.405  | 49,74   | 22      | 4         | 83         | 6            | 93           | 50,2         | –77          |
|        | Demokratische Fortschrittspartei (民主進步黨)                                       | 3.447.740  | 33,38   | 15      | 3         | 69         | 0            | 87           | 39,6         | +17          |
|        | Taiwanische Solidaritätsunion (台灣團結聯盟, englisch Taiwan Solidarity Union, TSU) | 801.560    | 7,76    | 4       | 1         | 8          | 0            | 13           | 5,3          | +13 (neu)    |
|        | Taiwan-Unabhängigkeitspartei (建國黨)                                               | 1.382      | 0,01    | 0       | 0         | 0          | 0            | 0            | 0            | –1           |
|        | Grüne Partei Taiwans (台灣綠黨)                                                     | 1.045      | 0,01    | 0       | 0         | 0          | 0            | 0            | 0            | ±0           |
|        | Pan-grüne Koalition (泛綠陣營)                                                      | 4.251.727  | 41,17   | 19      | 4         | 77         | 0            | 100          | 44,4         | +29          |
|        | Sonstige kleinere Parteien                                                          | 40.020     | 0,39    | 0       | 0         | 0          | 1            | 1            | 0,4          | −7           |
|        | Unabhängige                                                                         | 899.054    | 8,71    | 0       | 0         | 1          | 8            | 9            | 4,0          | −3           |
| Gesamt | Gesamt                                                                              | 10.327.855 | 100,0   | 41      | 8         | 168        | 8            | 225          | 100,0        | –            |

1. ↑  Von den kleineren Parteien gewann nur die Taiwan No.1 (TN1) ein Mandat und 12.872 Stimmen.
2. ↑  Bei den Gewinnen/Verlusten der kleineren Parteien sind alle kleineren Parteien zusammengerechnet.

175 der 225 gewählten Abgeordneten waren Männer und 50 (22,2 %) Frauen. Das Durchschnittsalter der gewählten Abgeordneten lag bei 48,7 Jahren.

### Wahlkreiskarten

Stimmenstärkste Parteien in den Wahlkreisen: Kuomintang DPP Qinmindang Xindang Sonstige und Unabhängige
Wahlkreisergebnisse in hexagonaler Darstellung:

- Wahlkreisergebnisse in hexagonaler Darstellung:
Kuomintang
DPP
Qinmindang
TSU
Xindang
Unabhängige
Sonstige

## Nach der Wahl

Zusammensetzung des neu gewählten Legislativ-Yuans:
Pan-grüne-Parteien (100):
Unabhängige (10):
Pan-blaue-Parteien (115):

Die DPP gewann deutlich hinzu und wurde erstmals zur stärksten Fraktion im Parlament. Die KMT erlitt drastische Verluste, verlor fast die Hälfte ihrer Mandate und fiel auf den zweiten Platz zurück. An dritter Stelle folgte mit einem starken Ergebnis die erst im Vorjahr neu gegründete Qinmindang von James Soong, die allerdings ihr Ziel verfehlte, die Kuomintang stimmenmäßig zu überrunden. Auch die kurz vor der Wahl neu gegründete TSU schnitt vergleichsweise stark ab. Der Niedergang der Xindang setzte sich dagegen fort. Die meisten ihrer Wähler waren wohl zur Qinmindang übergelaufen. Trotz der relativen Stimmengewinne der DPP waren die Mehrheitsverhältnisse im neuen Legislativ-Yuan weiterhin für Präsident Chen prekär. Seine Partei, die DPP, verfügte über 87 Sitze, die programmatisch verwandte TSU über 13, so dass bis zur absoluten Mehrheit von 113 Stimmen noch 13 Stimmen fehlten. Hier war die DPP-Regierung auf die 10 Unabhängigen und einzelne Überläufer oder Abweichler aus dem konservativen Lager angewiesen.
Gleich nach der Wahl rief Präsident Chen die Opposition zur Zusammenarbeit mit der Regierung auf und bot die Bildung einer Koalitionsregierung an. Dies wurde jedoch von der KMT abgelehnt.